# 威廉斯鎮區 (北卡羅萊納州馬丁縣)
威廉斯鎮區（英語：Williams Township）是位於美國北卡羅萊納州馬丁縣的一個鎮區。

## 地方資料
威廉斯鎮區的面積為118.62平方千米，皆為陸地。根據2020年美國人口普查的數據，當地共有人口1173人，而人口密度為每平方千米9.89人。